# Облога Бару (1768)
Облога Бара (також відома як оборона Бара) — оборона Бара під час існування Барської конфедерації.
Після того, як Юзеф Пуласький покинув Бар, він доручив керівництво обороною Бара члену Генеральної Ради Конфедерації — полковому офіцеру коронного війська Адаму Мрозовицькому. Коли 16 червня Францішек Ксаверій Браницький підійшов до Бара, війська Адама Мрозовицького «перебували в неготовності, оскільки більшість коней були на фуражі». Добре знаючи з дитинства Францішека Ксаверія, який був сином його приятеля і сусіда з Покуття Петра Францішека Браницького, каштеляна Брацлавського, він зажадав, щоб той утримався від нападу в цей день. Браницький дав таку обіцянку і дотримав її, за що пізніше Станіслав Август похвалив його у своєму листі «…те, що в іншому випадку було б проступком проти когось іншого, тут є заслугою».
Наступного дня, на світанку 17 червня 1768 року, королівська та російські війська під командуванням Браницького та генерала Кречетникова атакували Бар. Бій тривав до півдня, але Адам Мрозовицький за значної допомоги власника замку Каєтана Гіжицького, який прийшов на допомогу конфедератам, успішно захистив Бар, а Браницького «вибили з його позиції і довго гнали». Згідно з іншим свідченням, у Барі була велика радість, «що гордий Браницький ганебно втік з розпорошеним королівським полком, ледве не потрапивши в полон, втікши, тільки щоб його шапка залишилася в трофеї». Про цю подію Тадеуш Корзон пише: «Король Станіслав Август, піддавшись на вимогу Рєпніна, вислав проти конфедератів свою кінну гвардію під командуванням свого приятеля Ксаверія Браницького, який вирушив з Варшави 29 травня (…) 16 червня він підійшов до Бара на 1300 конях з 2 гарматами, але був відбитий Мрозовицьким, старостою стенгвільським, змушений був тікати і втратив свою шапку».
Заслуги Мрозовицького в обороні Бара були оцінені як Юзефом Пулаським у його універсалі від 26 червня 1768 р., в якому він писав «…o heroicznej i szczęśliwej bitwie pod komendą regimentarską W. Imć Starosty Stęgwilskiego», так і маршали Конфедерації: Міхалом Ієронімом Красінським, Юзефом Пулаським, Йоахімом і Мар'яном Потоцькими, які в листі до воєводств від 4 липня також писали про "…zasługach JMPana Mrozowickiego, starosty stęgwilskiego, (…) w szczęśliwych utarczkach [podczas obrony Baru]. Після відбиття атаки Браницького Мрозовицький був відкликаний з підлеглими йому військами до Рашківа на Дністрі за наказом Йосипа Пуласького.
Через два дні, 19 червня 1768 року, барські конфедерати під проводом Каєтана Гіжицького, Войцеха Барчевського та ксьондза Марека Яндоловича провели ще одну битву у фортеці Бар, яка закінчилася її штурмом і захопленням російською армією генерал-майора Апраксіна за підтримки коронного війська, вірного Станіславу Августу Понятовському, під командуванням регіментара Францішека Ксаверія Браницького.
Хоча польські коронні війська не брали безпосередньої участі в штурмі, Браницький сам повів російських солдатів на Бар, давши їм команду наступати (рос. приступай).
Росіяни взяли в полон 1162 осіб, захопили 45 гармат, 440 рушниць і 320 шабель, втративши 250 чоловік. Втрати конфедератів становили 150 осіб, але після бою росіяни вбили 250 польських полонених.